# 斉藤智晴
斉藤 智晴（さいとう ともはる、1967年11月17日 - 2006年7月29日）は日本のゲームクリエイター、イラストレーター。斎藤智晴と表記される場合もある。通称「ら斉藤」。

## 人物概要
『カルドセプト』シリーズのクリーチャーデザイン・イラストや『ケツイ ～絆地獄たち～』のキャラクターイラストなどのゲーム系のイラストを多数手掛け、また『FRONT MISSION SERIES GUN HAZARD』やトレジャーのゲームボーイアドバンス・ニンテンドーDS用の作品などでもドット打ちのデザイナーとしていくつかのゲームに携っている。妖艶な女性を描く事から「女体絵師」の異名でも呼ばれた。また、自身が企画した『美食戦隊薔薇野郎』はあまりのバカゲーさが有名になった。
2006年7月29日に滑膜肉腫のため死去。享年38。最後に手がけた作品は『カルドセプト サーガ』だった。
2007年7月19日に、彼の通っていた店「燈門」で回顧展「ら展」が行われた。